# Rufus Beck

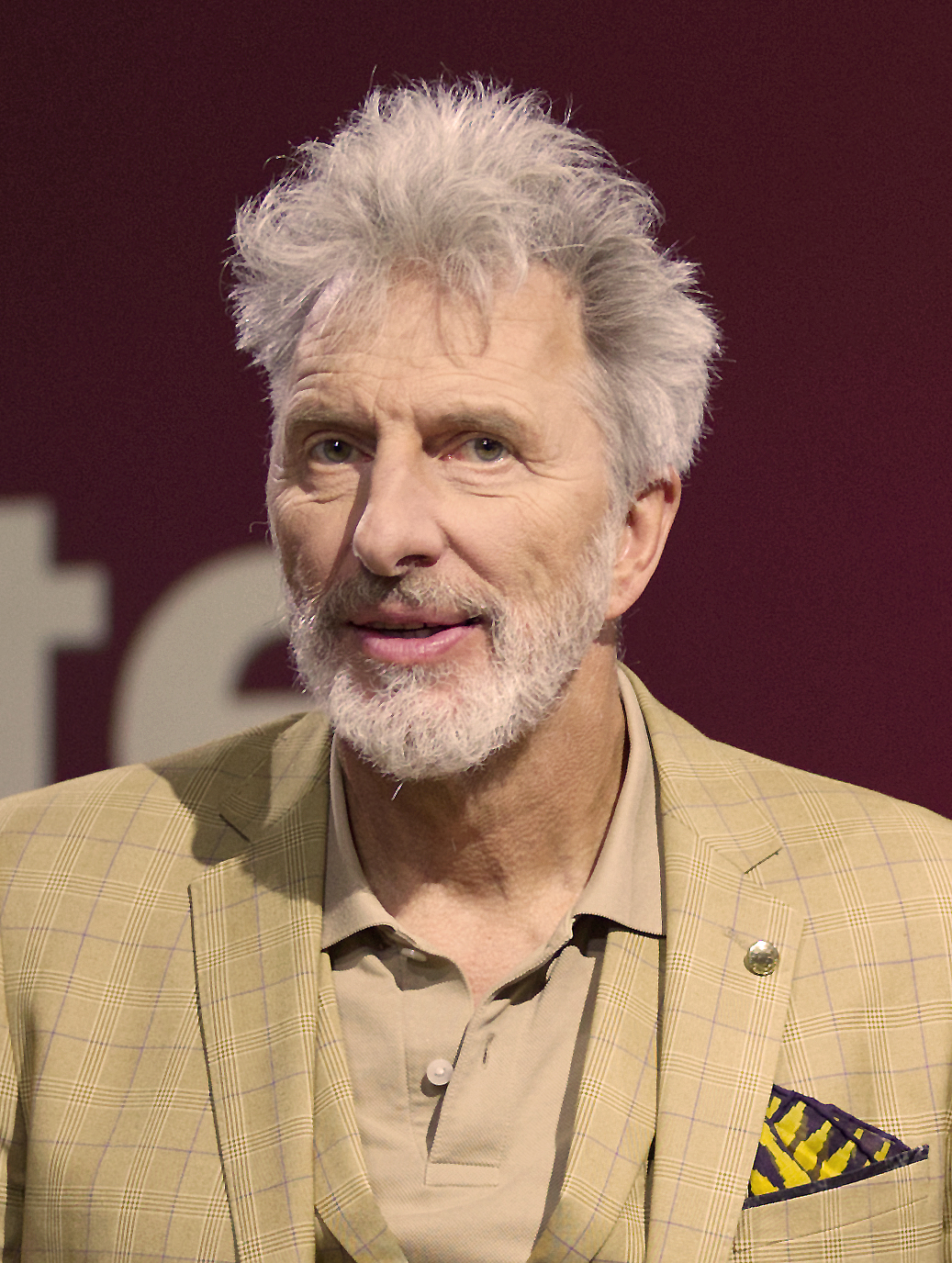
Rufus Beck, 2023

Rufus Beck (* 23. Juli 1957 in Heidelberg) ist ein deutscher Schauspieler, Hörspielsprecher sowie Hörbuch- und Synchronsprecher. Er ist unter anderem als Vorleser der Harry-Potter- und Burg-Schreckenstein-Bücher populär. Bekannt wurde er 1994 in der Rolle als Waltraud in dem Film Der bewegte Mann.

## Leben

### Herkunft und Ausbildung
Rufus Beck ist das Einzelkind eines Unternehmerehepaares. Da seine Eltern viel im Ausland unterwegs waren, lebte er im Internat der Odenwaldschule. Nach dem Abitur 1976 und dem folgenden Zivildienst studierte Beck Islamwissenschaften, Ethnologie und Philosophie an der Universität Heidelberg, brach sein Studium jedoch wieder ab.

### Theater und Musical
Ab 1976 war Beck als Musiker und Schauspiel-Eleve auf den Städtischen Bühnen Heidelberg zu sehen. Im Jahr darauf war er Gast am Saarländischen Staatstheater. Es folgten Engagements am Landestheater Tübingen, dem Schauspiel Frankfurt, dem Schauspiel Köln, dem Bayerischen Staatsschauspiel, den Münchner Kammerspielen und dem Berliner Ensemble. Im Jahre 1989 wurde Beck von der Zeitschrift Theater heute zum „Nachwuchsschauspieler des Jahres“ gewählt und erhielt den Förderpreis für Nachwuchsschauspieler des Vereins der Freunde des Bayerischen Staatsschauspiels.
1990 war er mit Die Räuber von Friedrich Schiller auf Tournee in der Sowjetunion und hatte Auftritte in Moskau, Irkutsk und Alma-Ata. Auf einer Südamerika-Tournee war er 1991 mit Miss Sara Sampson von Lessing. 1994 ging er mit Tabaluga und Peter Maffay erstmals auf Deutschlandtournee.
2004 inszenierte er in Istanbul das Tanzspektakel für die Welttournee von Night of the Sultans – Pandoras Legend. 2003, 2012 und 2016 war er als Regisseur, Autor und Hauptdarsteller des Magiers und des Käfers bei dem Musical Tabaluga verantwortlich.
In den Festspielsaisonen 2006 und 2007 spielte Beck den Mephisto in Goethes Faust bei den Bad Hersfelder Festspielen. Unter Intendant und Regisseur Dieter Wedel spielte er bei den Nibelungenfestspielen Worms 2011 den Joseph Süß Oppenheimer in Jehoschua Sobols Die Geschichte des Joseph Süß Oppenheimer, genannt Jud Süß. Er gastierte auch am Berliner Renaissance-Theater (2006), am alten Schauspielhaus Stuttgart (2010) und an den Hamburger Kammerspielen (2014).

### Film und Fernsehen
Seinen Durchbruch beim Film feierte Beck 1994 in Sönke Wortmanns Der bewegte Mann. Er wurde für seine Rolle als Waltraud mit dem Bambi ausgezeichnet. 1999 wurde er für Jimmy the Kid für den Deutschen Filmpreis nominiert. Er stand in mehr als 70 Fernseh- und 14 Kinoproduktionen (Stand 2018) vor der Kamera. Im Kinderfilm Die Wilden Kerle (2003) übernahm er die Rolle des Trainers Willi. Diese Rolle spielte er erneut in Die Wilden Kerle – Die Legende lebt! (2016).

### Sprech- und Autorentätigkeit
Rufus Beck ist Interpret und Produzent von mehr als 200 Hörbüchern, darunter die Harry-Potter-Romane. Er verleiht jeder der vielen Figuren eine eigene Stimme und verwendet dafür auch verschiedene Dialekte und Akzente. Seine Hörbücher erhielten zahlreiche Hörbuch-Preise, u. a. bekam er eine Goldene Schallplatte und sechs Platin-Schallplatten verliehen.
2006 gab Beck die Anthologie Geschichten für uns Kinder heraus. Im Jahr 2007 erschien sein Sachbuch Kinder lieben Märchen und entdecken Werte.

### Trivia
Rufus Beck machte gemeinsam mit Harry-Potter-Autorin Joanne K. Rowling vom 17. bis 25. März 2000 eine Lesereise durch Deutschland. Dass sie die Romanfigur Rufus Scrimgeour nach ihm benannte, wie bisweilen kolportiert wird, ist unzutreffend: „Rufus ist das lateinische Wort für rothaarig. Es war der Beiname des englischen Königs Wilhelm II., der einen Ruf als großer Kriegsmann, aber rücksichtsloser und unbeliebter Herrscher hatte.“

### Privates
Rufus Becks Stieftochter ist die Schauspielerin, Regisseurin und Hörspielsprecherin Natalie Spinell (* 1982). Er hat mit Jonathan Beck (* 1991) und Sarah Beck (* 1992) zwei leibliche Kinder, die ebenfalls den Schauspielberuf ergriffen. Mit seinem Sohn Jonathan trat er im Film Die Wilden Kerle auf und war mit ihm zusammen 2014/15 auf Theatertournee mit dem Stück Zorn. Jonathan Beck spielte auch in den Tabaluga-Inszenierungen seines Vaters 2012 und 2016 als 0815 mit und war zugleich sein Regieassistent. Von 2011 bis 2013 sowie von 2019 bis 2024 war Rufus Beck mit Jo Kern liiert. Er lebt in Ambach am Starnberger See.

## Filmografie

### Kino
- 1992: Kleine Haie
- 1993: Mr. Bluesman
- 1994: Der bewegte Mann
- 1994: Flut
- 1995: Der Mann, der Angst vor Frauen hatte
- 1996: Peanuts – Die Bank zahlt alles
- 1996: Friedrich und der verzauberte Einbrecher
- 1996: Wer hat Angst vorm Weihnachtsmann?
- 1997: Die Rote Waschmaschine
- 1998: Jimmy the Kid
- 2000: Bad Bank
- 2001: Brasileiro
- 2001: Emil und die Detektive
- 2002: Gangster
- 2003: Die Wilden Kerle
- 2003: Es wird etwas geschehen
- 2003: hamlet X (Vol. 3)
- 2004: Germanikus
- 2006: Der Räuber Hotzenplotz
- 2007: Das Sichtbare und das Unsichtbare
- 2016: Die Wilden Kerle – Die Legende lebt!
- 2016: König Laurin

### Fernsehen

#### Fernsehfilme
- 1993: Alarm auf Station 2
- 1994: Natale con papà
- 1994: Tödliche Dienstreise
- 1995: Die Falle
- 1995: Heimliche Zeugen
- 1995: Im Innern des Bernsteins
- 1995: Inzest – Ein Fall für Sina Teufel
- 1996: Der Fall Lebach
- 1996: Ein Tödliches Vergehen
- 1996: Eine Unmögliche Hochzeit
- 1997: Benny allein gegen alle
- 1998: Lonny, der Aufsteiger
- 1998: Vorübergehend verstorben
- 1999: Delta Team – Auftrag geheim! – Der Hiob Mann
- 1999: Lieber böser Weihnachtsmann
- 2000: Der Preis der Schönheit
- 2000: Frauen lügen besser
- 2000: Küss mich, Frosch
- 2009: Klick ins Herz
- 2011: Die Sterntaler
- 2012: Das Geheimnis der Villa Sabrini
- 2015: Blütenträume
- 2023 Geheimsache Kopernikus - Triumph der Wissenschaft (Fernsehdokumentation)

#### Fernsehreihen und -serien
- 1989: Peter Strohm (Folge Damenopfer)
- 1990–1991: Derrick (verschiedene Rollen, zwei Folgen)
- 1992: Der Bergdoktor (Folge Kolibri im Schafstall)
- 1992: Tatort: Falsche Liebe
- 1993: Der Alte (Folge Nächstenliebe)
- 1994: Tatort: Mord in der Akademie
- 1995: Das Traumschiff: Tasmanien
- 1997: Tatort: Inflagranti
- 1997–2014: SOKO 5113 (verschiedene Rollen, zwei Folgen)
- 1998: Tatort: Brandwunden
- 1998: Tatort: Berliner Weiße
- 1998: Die Straßen von Berlin (Folge Blutige Beute)
- 1998: Der König – Dr. med. Mord
- 1998: HeliCops – Einsatz über Berlin (Folge Freier Freitag)
- 1998: Liebling Kreuzberg (Folge Hirngespinste)
- 2000: Café Meineid (Folge Zirkus)
- 2000: Der letzte Zeuge (Folge Das letzte Bild)
- 2002: Tatort: Alibi für Amelie
- 2002–2004: Inspektor Rolle
  - 2002: Top oder Flop
  - 2002: Sex-Inserate
  - 2002: Staatsgeheimnis
  - 2004: Herz in Not
  - 2004: Tod eines Models
- 2005: Edel & Starck (Folge Das jüngste Gericht, Teil 2)
- 2007: Tatort: Fettkiller
- 2010: Ihr Auftrag, Pater Castell (Folge Die Priesterin)
- 2010: Inga Lindström: Prinzessin des Herzens
- 2012: München 7 (Folge Einfach nicht einfach)
- 2012: Der Dicke (Folge Zu viele Köche)
- 2012: Notruf Hafenkante (Folge Wutbürger)
- 2015: Inga Lindström: Liebe deinen Nächsten
- 2016: Das Traumschiff: Cook Islands
- 2018: Rosamunde Pilcher – Nanny verzweifelt gesucht
- 2018: Deutsch-Les-Landes (10 Folgen)
- 2019: Der Bestatter (Folge Das letzte Einhorn)
- seit 2020: Der Kroatien-Krimi
  - 2020: Jagd auf einen Toten
  - 2021: Vor Mitternacht
  - 2021: Der Knochenmann
  - 2023: Der Todesritt
  - 2023: Split vergisst nie
- 2021: Watzmann ermittelt (Folge Viva la Musica)
- 2021: München Mord: Das Kamel und die Blume

### Synchron- und Sprechrollen
- 1998: Das große Krabbeln (A Bug’s Life) als Hopper für Kevin Spacey
- 1999: South Park: Der Film – größer, länger, ungeschnitten als Mr. Mackey für Trey Parker, und Big Gay Al für Matt Stone
- 2001: Shrek – Der tollkühne Held als Lord Farquard für John Lithgow
- 2001: Cats & Dogs – Wie Hund und Katz als Mr. Tinkles für Sean Hayes
- 2002: Bibi Blocksberg als Kater Maribor
- 2004: Bibi Blocksberg und das Geheimnis der blauen Eulen als Kater Maribor
- 2008: Wächter der Wüste (The Meerkats) als Erzähler für Paul Newman
- 2008: Das Wunder von Loch Ness als Druide Oki
- 2010: Das zweite Wunder von Loch Ness als Druide Oki
- 2014: Saphirblau als Wasserspeier Xemerius
- 2016: Smaragdgrün als Wasserspeier Xemerius
- 2018: Sternenjäger - Erzähler
- 2018: Tabaluga – Der Film als Rabe Kolk
- 2019: Klaus als Klaus für J. K. Simmons

## Theatrografie
- 1983: Gotthold Ephraim Lessing: Emilia Galotti (Marinelli) – Regie: Brigitte Soubeyran (Landestheater Tübingen)
- 1984: Anton Tschechow: Die Möwe (Kostja) – Regie: Brigitte Soubeyran (Landestheater Tübingen)
- 2014: Zorn (Patrick) (Hamburger Kammerspiele)
- 2015: Volksfeind (Theater-Tournee Kempf)
- 2018: Willkommen bei den Hartmanns (Komödie am Kurfürstendamm im Schiller-Theater Berlin)
- 2019: 4 Sternstunden / Daniel Glattauer (Renaissance-Theater Berlin)

## Hörspiele (Auswahl)
- 1992: J.R.R. Tolkien: Der Herr der Ringe als Pippin (SWF/WDR)
- 1995: Salman Rushdie: Harun und das Meer der Geschichten als Erzähler (WDR/ORF/DRS/DLR)
- 1997: Michael Ende: Momo als Gigi (WDR/BR)
- 1999: Johann Wolfgang von Goethe: Wilhelm Meisters Lehrjahre als Melina (MDR/BR)
- 2002: Herman Melville: Moby-Dick oder Der Wal als Ismail / Erzähler (BR)
- 2004: Tad Williams: Otherland als Starke Marke (HR)
- 2007: Karl May: Der Orientzyklus als Sir David Lindsay (WDR)
- 2010: Miguel de Cervantes Saavedra: Don Quijote von der Mancha (DLR/HR)
- 2010: Franz Kafka: Der Process (BR)
- 2012: James Joyce: Ulysses als O’Molloy (SWR/DLR)
- 2018: Tabaluga (Das Original-Hörspiel zum Film) als Erzähler / Kolk
- 2021: Tommy Krappweis: Mara und der Feuerbringer (Hörspieladaption, Audible, u. a. mit Kai Taschner & Christoph Maria Herbst)
- 2022: Tommy Krappweis: Todesmal (Feuerbringer-Saga 2, Hörspieladaption, Audible, u. a. mit Heino Ferch & Kai Taschner)

## Hörbücher (Auswahl)
- Happy Birthday, Türke! von Jakob Arjouni, Diogenes Verlag & Audible
- Der geheime Schlüssel zum Universum von Stephen Hawking, der Hörverlag
- Drachenglut von Jonathan Stroud
- Valley – Tal der Wächter von Jonathan Stroud
- Harry Potter von Joanne K. Rowling (alle Bände, Hörverlag)
- Eine Reihe betrüblicher Ereignisse von Lemony Snicket ab Band 4
- Abenteuer Greenpeace – alle Kapitel frei als MP3 oder Podcast
- Moby-Dick von Herman Melville (Sprecher des Hauptcharakters Ismael)
- Stadtgeschichten von Armistead Maupin
- Gottes Werk und Teufels Beitrag von John Irving
- Witwe für ein Jahr von John Irving
- Das Hotel New Hampshire von John Irving
- Garp und wie er die Welt sah von John Irving
- Kafka am Strand von Haruki Murakami
- Artemis Fowl von Eoin Colfer (Band 1–8, Hörbuch Hamburg)
- Burg Schreckenstein von Oliver Hassencamp (ausgewählte Geschichten)
- Der kleine Nick von René Goscinny
- Momo von Michael Ende, Der Audio Verlag (DAV), Berlin 2008, ISBN 978-3-89813-771-3. (Lesung, 5 CDs, 377 Min.)
- Die Mars-Chroniken von Ray Bradbury
- Die Möwe Jonathan von Richard Bach
- Bis ich dich finde von John Irving
- In 80 Tagen um die Welt von Jules Verne, Random House Audio
- Reise um den Mond von Jules Verne
- Von der Erde zum Mond von Jules Verne
- Die Jagd nach dem Meteor von Jules Verne
- Reise zum Mittelpunkt der Erde von Jules Verne
- Die Nomen-Trilogie von Terry Pratchett
- Alles Sense! von Terry Pratchett
- Schweinsgalopp von Terry Pratchett
- Robinson Crusoe von Daniel Defoe
- Gullivers Reisen von Jonathan Swift
- Die Mitte der Welt von Andreas Steinhöfel
- Der Polarexpress von Ellen Weiss
- Als Vaters Bart noch rot war von Wolfdietrich Schnurre
- Millionen von Frank Cottrell Boyce
- Fahrenheit 451 von Ray Bradbury
- Meg Finn und die Liste der vier Wünsche von Eoin Colfer
- Die Welt ist rund von Gertrude Stein
- Hausaufgaben von Jakob Arjouni
- Ein Mann, ein Mord von Jakob Arjouni (2006)
- Die Wilden Fußballkerle von Joachim Masannek
- His Dark Materials von Philip Pullman (Band 1–3)
- Glamorama von Bret Easton Ellis
- Harun und das Meer der Geschichten von Salman Rushdie – Sprecher des Protagonisten Harun
- Superhero von Anthony McCarten
- Die unendliche Geschichte. Von Michael Ende. Der Audio Verlag (DAV), Berlin 2008, ISBN 978-3-89813-717-1. (Lesung, 9 CDs, 657 Min.)
- Das Geheimnis des wandernden Schlosses von Eva Ibbotson (April 2007)
- Darkside von Tom Becker (2008)
- Der satanarchäolügenialkohöllische Wunschpunsch. Von Michael Ende, Der Audio Verlag (DAV), Berlin 2009, ISBN 978-3-89813-771-3. (Lesung, 4 CDs, 316 Min.)
- Derrick – Neue Fälle von Herbert Reinecker (2006)
- Die Gräfin von Parma von Sándor Márai (2005)
- Geschichten für uns Kinder von Rufus Beck (2006)
- Lerchenlicht von Philip Reeve (2009)
- Wayne und die Nacht der echten Cowboys von Hilke Rosenboom (2008, Der Audio Verlag)
- Die Heimkehr des träumenden Delphins (2010)
- Indien hören von Peter Pannke (2009), Sachhörbuch-Reihe Länder hören – Kulturen entdecken
- Der ewige Gärtner von John le Carré
- Inga Lindström: Prinzessin des Herzens (2010)
- Hohle Köpfe von Terry Pratchett (2011)
- Sams in Gefahr Paul Maar (2012)
- Ulysses. Der Hörverlag, München 2012, ISBN 978-3-86717-846-4 (Gesamtlaufzeit ca. 1.290 Minuten).
- Urmel saust durch die Zeit von Max Kruse (2013)
- His Dark Materials: Über den wilden Fluss von Philip Pullman, Silberfisch, ISBN 978-3867423823 (2017)
- Die große Luther-Hörbibel 2017: Die Psalmen ISBN 978-3-438-02229-5
- Quidditch im Wandel der Zeiten von J.K. Rowling, der Hörverlag, ISBN 978-3-8445-3211-1 (2018)
- Land of Stories – Die Suche nach dem Wunschzauber von Chris Colfer. Argon Verlag, Berlin 2019, ISBN 978-3-8398-4192-1 (ausgezeichnet mit der hr2-Hörbuchbestenliste)
- Land of Stories – Die Rückkehr der Zauberin von Chris Colfer, Argon Verlag, Berlin 2019, ISBN 978-3-8398-4203-4
- Die Bibel – Altes und Neues Testament, Lutherübersetzung 2017 mit Apokryphen (2019)
- His Dark Materials 4: Ans andere Ende der Welt von Philip Pullman, Silberfisch (Hörbuch Hamburg), ISBN 978-3867423830 (2020)
- Land of Stories – Eine düstere Warnung von Chris Colfer, Argon Verlag, Berlin 2020, ISBN 978-3-8398-4213-3
- Land of Stories – Ein Königreich in Gefahr von Chris Colfer, Argon Verlag, Berlin 2020, ISBN 978-3-8398-4231-7
- Land of Stories – Die Macht der Geschichten von Chris Colfer, Argon Verlag, Berlin 2021, ISBN 978-3-8398-4244-7
- Tale of Magic – Eine geheime Akademie von Chris Colfer, Argon Verlag, Berlin 2021, ISBN 978-3-8398-4245-4
- TALE OF MAGIC: DIE LEGENDE DER MAGIE: Eine geheime Akademie & Eine dunkle Verschwörung von Chris Colfer, Argon Verlag, Berlin 2022, ISBN 978-3-7324-0477-3 (Hörbuch-Download)
- Tale of Magic - DIE LEGENDE DER MAGIE 3 - Ein gefährlicher Pakt von Chris Colfer, Argon Verlag
- Tintoretto und seine Freunde  von Dirk Rossman
- Land of Stories – Das magische Land: Eine Schatztruhe klassischer Märchen von Chris Colfer, Argon Verlag & BookBeat
- George und das Wundermittel von Roald Dahl, der Hörverlag, 2023
- Timm Thaler oder Das verkaufte Lachen von James Krüss, der Audio Verlag, 2024

## Musicals
- 1994: Tabaluga und Lilli (Live-Tour): Der Magier
- 2003: Tabaluga und das verschenkte Glück (Live-Tour): Regisseur & Der Magier
- 2012: Tabaluga und die Zeichen der Zeit (Live-Tour): Regisseur & Der Magier
- 2016: Tabaluga – Es lebe die Freundschaft (Live-Tour): Regisseur, Der Magier und der Glückskäfer

## Auszeichnungen
- 1989: Förderpreis für Nachwuchsschauspieler des „Vereins der Freunde des Bayerischen Staatsschauspiels“
- 1989/90: „Nachwuchsschauspieler des Jahres“ der Theaterzeitschrift Theater heute
- 1994: Bambi für den Kinofilm Der bewegte Mann
- 2000: Hörkules für Harry Potter und der Stein der Weisen
- 2000: Kinder und Jugendhörbuch des Hr2-kultur
- 2004: Akustikus
- 2006: Großer Hersfeld-Preis für die Rolle des Mephisto in Faust 1 in der Inszenierung von Torsten Fischer
- 2008: Hörkulino für Harry Potter Band 6